# Référendum constitutionnel lituanien de 2014
Un  référendum constitutionnel d'origine populaire a lieu le 29 juin 2014 en Lituanie. La population est amenée à se prononcer sur plusieurs révisions constitutionnelle proposées par un collectif de citoyens ayant réuni les 300 000 signatures nécessaires à un référendum d'initiative populaire.
Le projet vise en modifiant les articles 9, 47 et 147 de la constitution à réduire de 300 000 à 100 000 le nombre de signatures nécessaire au déclenchement d'un référendum d'initiative populaire, à maintenir l'interdiction de l'achat par des étrangers de terres lituaniennes, et à rendre obligatoire les référendums pour des projets d'exploitation des ressources naturelles du pays. Un quorum de votes favorables au projet égal à la moitié des personnes inscrites sur les listes électorales est alors nécessaire pour valider le référendum.
Le oui rassemble plus de 72 % de votes favorables. En raison d'une très faible participation, ce total ne représentent cependant qu'un peu plus de 10 %  des inscrits, bien loin du quorum exigé, et le référendum n'est pas validé,,.

## Conditions de validité
Le référendum est légalement contraignant. Il n'est cependant considéré comme valide qu'à la condition de répondre à un quorum autre que celui de la majorité absolue des votants.
Une partie du projet concernant l'article 147 du chapitre XIV de la constitution, la proposition doit obtenir en sa faveur la majorité absolue du total des électeurs inscrits sur les listes électorales.

## Résultats
La proposition échoue à atteindre le quorum en raison d'une très forte abstention, le total de votes en faveur de celle-ci étant même inférieur aux total des 300 070 signataires ayant enclenché la procédure de référendum.
| Choix               | Votants   | Votants | Inscrits | Inscrits |
| Choix               | Voix      | %       | %        | Quorum   |
| ------------------- | --------- | ------- | -------- | -------- |
| Pour                | 269 049   | 72,83   | 10,60    | 50 %     |
| Contre              | 100 375   | 27,17   | 3,95     |          |
|                     |           |         |          |          |
| Votes exprimés      | 369 424   | 97,17   | 14,55    |          |
| Blancs et invalides | 10 754    | 2,83    | 0,43     |          |
| Total des votants   | 380 178   | 100,00  | 14,98    |          |
|                     |           |         |          |          |
| Abstentions         | 2 158 252 |         | 85,02    |          |
| Inscrits            | 2 538 430 | 100,00  |          |          |

Répartition des suffrages exprimés :
| Votes Pour (72,83 %) |  |  | Votes Contre (27,17 %) |
| ▲                    |  |  |                        |
| Majorité absolue     |  |  |                        |

Répartition des inscrits :
| Votes Pour (10,60 %) |  | Reste des inscrits (89,40 %) |
| ▲                    |  |                              |
| Majorité absolue     |  |                              |